# ケルマーンシャー州
ケルマーンシャー州（ケルマーンシャーしゅう、ペルシア語: استان کرمانشاه, ラテン文字転写: Ostān-e Kermānshāh）は、イラン・イスラム共和国の州（オスターン）のひとつ。同国の西部に位置し、イラクと国境を接する。1979年以降1990年代までバーフタラーンという名称であった。
州都ケルマーンシャーは人口約69万、北緯34度18分東経47度4分、西部イランの緯度的にほぼ中央部に位置する。有名なクーヘ・セフィード（山）の山腹にあり海抜1420m、サラーブ河谷にそって10kmにわたって広がる。
テヘランからの距離は陸路525km。穀物、米、野菜、果物、脂肪種子を産する豊かな農業地帯である。石油、砂糖精製、セメント、繊維、穀物加工などの産業もある。空港は都市の北東にあり、空路テヘランから413kmである。

## 歴史

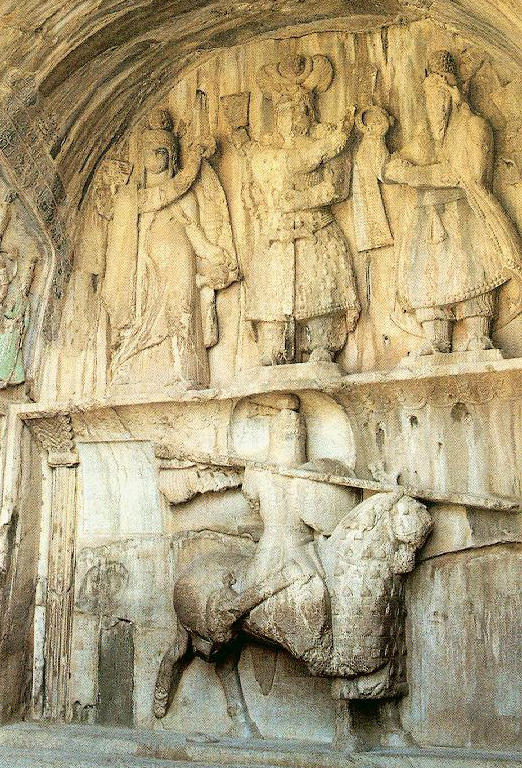
ターゲ・ボスターンのレリーフ。中央に立つのはアルダーシール3世。左にアフラ・マズダー、右にアナーヒターが彫られている。

発掘により、旧石器時代以来、この地域に人が住んでいたことが明かになっている。ケルマーンシャー州には多くの遺跡がある。特にハカーマニシュ朝（アカイメネス朝）、サーサーン朝期に栄え、支配者によって特段の配慮がはらわれた。
ケルマーンシャーは古代からのイラン都市で、伝説の王朝ピーシュダード朝のタフモレス・ディーヴバンドの建設した街だという。本格的な建設は4世紀、サーサーン朝のバハラーム4世ともする。ホルミズド4世、ホスロー1世治下、ケルマーンシャーは副都としての繁栄は頂点に達した。
アラブの侵攻では大きな被害を受けた。のちにサファヴィー朝下でも繁栄し、アフガーン族の侵入にともなう首都エスファハーンの混乱、衰退と同時期に、ケルマーンシャーはオスマン朝の侵攻を受け、破壊された。
1978年、イラン革命が成功。州内のクルド人は自治権獲得を目指して革命勢力を指示してきたが、新政府はクルド人への弾圧を始めた。1979年8月、クルド人は州内の都市パベなどを占拠する反乱を起こしたが、同月中にイラン政府軍や革命防衛隊により鎮圧された。
イラン・イラク戦争ではケルマーンシャー州は激戦地となり、多くの都市、村が被害を受け、サルポレ・ザハーブやガスレ・シーリーンは実際に破壊された。

## 気候
ケルマーンシャー州は寒冷地域と温暖地域の中間にあって、山岳性ではあるが気候は穏やかである。夏は暖かいという程度で、もっとも暑いときで平均気温は22度。降水は冬に集中し、年間総雨量は500mmである。
| ケルマーンシャーの気候      | ケルマーンシャーの気候 | ケルマーンシャーの気候 | ケルマーンシャーの気候 | ケルマーンシャーの気候 | ケルマーンシャーの気候 | ケルマーンシャーの気候 | ケルマーンシャーの気候 | ケルマーンシャーの気候 | ケルマーンシャーの気候 | ケルマーンシャーの気候 | ケルマーンシャーの気候 | ケルマーンシャーの気候 | ケルマーンシャーの気候 |
| 月                          | 1月                    | 2月                    | 3月                    | 4月                    | 5月                    | 6月                    | 7月                    | 8月                    | 9月                    | 10月                   | 11月                   | 12月                   | 年                     |
| --------------------------- | ---------------------- | ---------------------- | ---------------------- | ---------------------- | ---------------------- | ---------------------- | ---------------------- | ---------------------- | ---------------------- | ---------------------- | ---------------------- | ---------------------- | ---------------------- |
| 平均最高気温 °C （°F）      | 6.5 (43.7)             | 8.9 (48)               | 14.3 (57.7)            | 19.7 (67.5)            | 25.8 (78.4)            | 33.3 (91.9)            | 37.8 (100)             | 37.0 (98.6)            | 32.5 (90.5)            | 25.0 (77)              | 16.7 (62.1)            | 9.7 (49.5)             | 22.27 (72.08)          |
| 平均最低気温 °C （°F）      | −4.3 (24.3)            | −3.0 (26.6)            | 1.2 (34.2)             | 5.1 (41.2)             | 8.2 (46.8)             | 11.4 (52.5)            | 16.1 (61)              | 15.4 (59.7)            | 10.6 (51.1)            | 6.4 (43.5)             | 1.8 (35.2)             | 1.7 (35.1)             | 5.88 (42.6)            |
| 降水量 mm （inch）          | 67.1 (2.642)           | 62.9 (2.476)           | 88.9 (3.5)             | 69.9 (2.752)           | 33.7 (1.327)           | 0.5 (0.02)             | 0.3 (0.012)            | 0.3 (0.012)            | 1.3 (0.051)            | 29.2 (1.15)            | 54.3 (2.138)           | 70.3 (2.768)           | 478.7 (18.846)         |
| 平均降水日数                | 9.4                    | 9.1                    | 10.4                   | 8.7                    | 5.6                    | 0.2                    | 0.1                    | 0.2                    | 0.3                    | 3.6                    | 6.0                    | 8.1                    | 61.7                   |
| 平均月間日照時間            | 133.3                  | 152.5                  | 179.8                  | 204.0                  | 266.6                  | 348.0                  | 350.3                  | 337.9                  | 306.0                  | 241.8                  | 189.0                  | 148.8                  | 2,858                  |
| 出典：Hong Kong Observatory |                        |                        |                        |                        |                        |                        |                        |                        |                        |                        |                        |                        |                        |

## 言語と人びと
州内で多く話される言語はクルド語、ペルシア語、ロル語であり、アラビア語、トルコ語を話す人びともいる。このうちペルシア語がもっとも用いられる。定住民のほか州域全体に遊牧民もいる。イラク国境に近い山岳地帯にはクルド人が多く住む。

## 有名人
ケルマーンシャー生まれの有名人に英国人の作家、ドリス・レッシング（1919年生）がいる。父は英国将校でこの時期ケルマーンシャーに駐屯していた。

## 特産物
ケルマーンシャー絨毯と呼ばれるペルシア絨毯が有名。ほかに米で作る菓子がある。

## 名所・旧跡
- ダーラヤワウ大王（ダレイオス1世）の碑（ビーストゥーン、紀元前6世紀）。標高1300mの山中にあって、近東考古学の遺跡でもっとも有名なもののひとつで、はるかな昔から注目されてきた。ハカーマニシュ朝ダーラヤワウ大王の銘は、古代ペルシア語、エラム語、アッカド語で彫られている。サー・ヘンリー・ロウリンソンはこの拓本をとり、19世紀半ばの楔形文字の解読に大きく貢献した。銘の上部には、反抗した9人の王たちに向き合うダーラヤワウが彫られている。丘の麓には最古期と思われるアルサケス朝期のレリーフが3つあるが、時の経過と土地寄進の影響で、ひどく損傷を受けている。サファヴィー朝シャー・ソレイマーンの宰相シェイフ・アリー・ハーン・ザンギャネの銘がある。
- ターゲ・ボスターン。サーサーン朝のレリーフ。サーサーン朝はケルマーンシャーの北東約6km、山崖から聖なる泉が噴出し大きな反響とともに滝をなす、この場をレリーフの場に選んだ。冬には全面霧と雲に覆われる。中でももっとも印象的なのは、もっとも大きいイーワーン（岩窟）に彫られた巨大な騎乗像である。これはホスロー2世（591-628）で、愛馬シャーブディーズに跨っている。騎馬、騎手ともに重装甲である。このイーワーンの反対側には狩りの場面を彫り込んだレリーフがある。一つは帝室の猪狩りの図で、もう一つも同様に鹿に近づく皇帝の姿を描いている。さらに、湖からイノシシをおいたて、皇帝が弓矢をもって待ちかまえる図があり、王のあとには楽を奏でる女性伶人の小舟が続いている。これらの狩りのレリーフは全体でももっとも鮮明なものである。1300年後、レリーフの上部に、謁見を行う19世紀ガージャール朝のファトフ・アリー・シャーが刻まれている。

- アナヒータ神殿（紀元前200年、在キャンギャーヴァル）。キャンギャーヴァルは、ケルマーンシャーの東90km、ハマダーンとの中間にある小さな街であるが、古代遺跡が多くセレウコス朝がこの地に入った紀元前200年ころには、アフラ・マズダーやミトラスとともに侵攻されたアナヒータ女神の聖域となっている。この広大な神殿は、ペルセポリスのアパダーナの影響を受けたと思われる相対する階段配置をもち、飾り石の巨大なブロックで構築されている。